# Torneo del Interior 1992-93
El Torneo del Interior 1992-93 fue la octava edición de este certamen correspondiente a la tercera categoría del fútbol argentino. Los equipos provenían directamente de las distintas ligas regionales argentinas y al ser el único torneo para estos equipos, no incluía descensos.
Su objetivo fue el de otorgar dos ascensos a la Primera B Nacional, a través de dos Torneos Zonales disputados en conjunto con equipos de la  Primera B Metropolitana. La principal novedad para esta temporada, fue el cese de la participación de estos citados ganadores de los Torneos Zonales en el Reducido de Ascenso a Primera División, por lo que los equipos que de este torneo ascendieron a la B Nacional, sin chances de disputar un ascenso a la Primera División. 
El certamen se disputó desde el 08 de noviembre de 1992 hasta el 11 de abril de 1993, mientras que los ascensos se definieron el 19 y el 27 de junio de 1993 con la finalización de los Torneos Zonales.
El torneo consagró a 12 ganadores de las diferentes zonas y estos accedieron junto a 4 clubes que participaron en el Campeonato de Primera B 1992-93, a los Torneos Zonales que otorgaron 2 plazas para participar de la Primera B Nacional. En este sentido, el  Club de Gimnasia y Tiro fue el único equipo indirectamente afiliado a la AFA que ascendió, en tanto que el segundo ascenso quedó en poder del Club Atlético Sarmiento, proveniente de la Primera B. 
Por otra parte, este torneo fue el último en el que se apeló a la definición de los ascensos a través de los Torneos Zonales, ya que para la temporada siguiente se dispuso la cancelación de los mismos y la consagración de un único campeón, que a su vez sería el único representante ascendido del Torneo del Interior.

## Ascensos y descensos
| Ascendidos del TDI 1991-92 al Nacional B 1992-93 |
| ------------------------------------------------ |
| Gimnasia y Tiro                                  |

| Descendidos del Nacional B 1991-92 |
| ---------------------------------- |
| Deportivo Maipú                    |
| San Martín (SJ)                    |
| Central Córdoba (SE)               |

| Incorporados de las ligas regionales                                         |
| ---------------------------------------------------------------------------- |
| Ciento trece (113) equipos ganadores de las plazas de sus ligas respectivas. |

## Equipos participantes

### Bonaerense
35 equipos divididos en 8 grupos: 5 de 4 equipos y 3 de 5 equipos. 
| Grupos  | Equipos                                   | Ciudades                   | Provincias   | Ligas                                     |
| ------- | ----------------------------------------- | -------------------------- | ------------ | ----------------------------------------- |
| Grupo A | Club Atlético Independiente               | Dolores                    | Buenos Aires | Liga Dolorense de Fútbol                  |
| Grupo A | Club Deportivo Juventud Unida             | General Juan Madariaga     | Buenos Aires | Liga Madariaguense de Fútbol              |
| Grupo A | Club Atlético Kimberley                   | Mar del Plata              | Buenos Aires | Liga Marplatense de Fútbol                |
| Grupo A | Club y Biblioteca Ramón Santamarina       | Tandil                     | Buenos Aires | Liga Tandilense de Fútbol                 |
|         |                                           |                            | Buenos Aires |                                           |
| Grupo B | Jorge Newbery Football Club               | Lobería                    | Buenos Aires | Liga Necochense de Fútbol                 |
| Grupo B | Club Quilmes                              | Tres Arroyos               | Buenos Aires | Liga Regional Tresarroyense de fútbol     |
| Grupo B | Racing Foot Ball Club                     | Carhué                     | Buenos Aires | Liga Regional de Fútbol de Coronel Suárez |
| Grupo B | Club Villa Mitre                          | Bahía Blanca               | Buenos Aires | Liga del Sur                              |
|         |                                           |                            | Buenos Aires |                                           |
| Grupo C | Club Atlético Defensores del Este         | Pehuajó                    | Buenos Aires | Liga Pehuajense de Fútbol                 |
| Grupo C | Huracán Fútbol Club                       | Carlos Tejedor             | Buenos Aires | Liga de Fútbol del Oeste                  |
| Grupo C | Club Sportivo y Recreativo Juventud Unida | Treinta de Agosto          | Buenos Aires | Liga Cultural Deportiva de Tres Lomas     |
| Grupo C | Club Social y Deportivo Monumental        | Trenque Lauquen            | Buenos Aires | Liga Trenquelauquense de Fútbol           |
| Grupo C | Club Sportivo Villegas                    | General Villegas           | Buenos Aires | Liga de Fútbol de General Villegas        |
|         |                                           |                            | Buenos Aires |                                           |
| Grupo D | Club Atlético 9 de Julio                  | Nueve de Julio             | Buenos Aires | Liga Nuevejuliense de Fútbol              |
| Grupo D | Club Atlético Boca Juniors                | Bragado                    | Buenos Aires | Liga Bragadense de Fútbol                 |
| Grupo D | Club de Empleados de Comercio             | San Carlos de Bolívar      | Buenos Aires | Liga Deportiva de Bolívar                 |
| Grupo D | Club Social y Deportivo Loma Negra        | Olavarría                  | Buenos Aires | Liga de Fútbol de Olavarría               |
| Grupo D | Club Sportivo Piazza                      | Azul                       | Buenos Aires | Liga de Fútbol de Azul                    |
|         |                                           |                            | Buenos Aires |                                           |
| Grupo E | Club Carabelas Social y Deportivo         | Las Carabelas              | Buenos Aires | Liga Deportiva de Fútbol de Rojas         |
| Grupo E | Club Atlético Compañía General            | Salto                      | Buenos Aires | Liga Deportiva de Salto                   |
| Grupo E | Club Atlético El Linqueño                 | Lincoln                    | Buenos Aires | Liga Amateur de Deportes de Lincoln       |
| Grupo E | Club Atlético San Martín                  | Chacabuco                  | Buenos Aires | Liga Deportiva de Chacabuco               |
| Grupo E | Club Rivadavia                            | Lincoln                    | Buenos Aires | Liga Deportiva del Oeste                  |
|         |                                           |                            | Buenos Aires |                                           |
| Grupo F | Argentino Oeste Fútbol Club               | San Nicolás de los Arroyos | Buenos Aires | Liga Nicoleña de Fútbol                   |
| Grupo F | Club Atlético Mitre                       | San Pedro                  | Buenos Aires | Liga Deportiva Sampedrina                 |
| Grupo F | Racing Club Colón                         | Colón                      | Buenos Aires | Liga Deportiva de Colón                   |
| Grupo F | Club Atlético Tráfico's Old Boys          | Pergamino                  | Buenos Aires | Liga de Fútbol de Pergamino               |
|         |                                           |                            | Buenos Aires |                                           |
| Grupo G | Club Estrella del Este                    | Campana                    | Buenos Aires | Liga Campanense de Fútbol                 |
| Grupo G | Club Mercedes                             | Mercedes                   | Buenos Aires | Liga Mercedina de Fútbol                  |
| Grupo G | Club Náutico Arsenal                      | Zárate                     | Buenos Aires | Liga Zarateña de Fútbol                   |
| Grupo G | Club Atlético Obras Sanitarias            | Arrecifes                  | Buenos Aires | Liga de Fútbol de Arrecifes               |
|         |                                           |                            | Buenos Aires |                                           |
| Grupo H | Club Defensores de Ingeniero Maschwitz    | Ingeniero Maschwitz        | Buenos Aires | Liga Escobarense de Fútbol                |
| Grupo H | Lezama Fútbol Club                        | Lezama                     | Buenos Aires | Liga Chascomunense de Fútbol              |
| Grupo H | Club Los Tolosanos                        | La Plata                   | Buenos Aires | Liga Amateur Platense de Fútbol           |
| Grupo H | Club Social y Deportivo Rivadavia         | Luján                      | Buenos Aires | Liga Lujanense de Fútbol                  |

### Cuyo
Los 8 participantes de la Región Cuyo se dividieron en 2 grupos de 4 equipos cada uno.
| Grupos  | Equipos                                    | Ciudades       | Provincias | Ligas                            |
| ------- | ------------------------------------------ | -------------- | ---------- | -------------------------------- |
| Grupo A | Sport Club Argentino                       | General Alvear | Mendoza    | Liga Alvearense de Fútbol        |
| Grupo A | Club Sportivo Independiente Rivadavia      | Ciudad         | Mendoza    | Liga Mendocina de Fútbol         |
| Grupo A | Club Atlético Juventud Unida Universitario | San Luis       | San Luis   | Liga Sanluiseña de Fútbol        |
| Grupo A | Club Atlético San Martín                   | San Juan       | San Juan   | Liga Sanjuanina de Fútbol        |
|         |                                            |                |            |                                  |
| Grupo B | Club Sportivo Desamparados                 | San Juan       | San Juan   | Liga Sanjuanina de Fútbol        |
| Grupo B | Club Jorge Newbery                         | Villa Mercedes | San Luis   | Liga de Fútbol de Villa Mercedes |
| Grupo B | Atlético Club San Martín                   | San Martín     | Mendoza    | Liga Mendocina de Fútbol         |
| Grupo B | Sportivo Pedal Club                        | San Rafael     | Mendoza    | Liga Sanrafaelina de Fútbol      |

### Sur
Los 12 participantes de la Región Sur se dividieron en 2 zonas. La Zona Norte se dividió en dos grupos de 4 equipos cada uno. Los restantes 4 equipos fueron reagrupados en la Zona Sur.
| Zona Norte | Zona Norte                            | Zona Norte              | Zona Norte       | Zona Norte                           |
| Grupos     | Equipos                               | Ciudades                | Provincias       | Ligas                                |
| ---------- | ------------------------------------- | ----------------------- | ---------------- | ------------------------------------ |
| Grupo A    | Club Social y Deportivo Alianza       | Cutral Co               | Neuquén          | Liga de Fútbol del Neuquén           |
| Grupo A    | Asociación Deportiva Centenario       | Centenario              | Neuquén          | Liga de Fútbol del Neuquén           |
| Grupo A    | Club Cipolletti                       | Cipolletti              | Río Negro        | Liga Deportiva Confluencia           |
| Grupo A    | Club Atlético Independiente           | San Carlos de Bariloche | Río Negro        | Liga de Fútbol de Bariloche          |
|            |                                       |                         |                  |                                      |
| Grupo B    | Club Ferro Carril Oeste               | General Pico            | La Pampa         | Liga Pampeana de Fútbol              |
| Grupo B    | Club Atlético Santa Rosa              | Santa Rosa              | La Pampa         | Liga Cultural de Fútbol              |
| Grupo B    | Club Social y Deportivo Sol de Mayo   | Viedma                  | Río Negro        | Liga Rionegrina de Fútbol            |
| Grupo B    | Club Deportivo y Cultural Villa Mitre | Río Colorado            | Río Negro        | Liga de Fútbol de Río Colorado       |
|            |                                       |                         |                  |                                      |
| Zona Sur   |                                       |                         |                  |                                      |
| Grupos     | Equipos                               | Ciudades                | Provincias       | Ligas                                |
| Único      | Club Social y Deportivo Bancruz       | Río Gallegos            | Santa Cruz       | Liga de Fútbol Sur de Santa Cruz     |
| Único      | Club Deportivo Vial                   | Río Grande              | Tierra del Fuego | Liga Oficial de Fútbol Río Grande    |
| Único      | Club Atlético Germinal                | Rawson                  | Chubut           | Liga de Fútbol Valle del Chubut      |
| Único      | Club Atlético Huracán                 | Comodoro Rivadavia      | Chubut           | Liga de Fútbol de Comodoro Rivadavia |

### Norte
Los 14 equipos de la Región Norte, fueron divididos en 2 grupos de 4 equipos y 2 grupos de 3 equipos cada uno.
| Grupos  | Equipos                                   | Ciudades               | Provincias | Ligas                                           |
| ------- | ----------------------------------------- | ---------------------- | ---------- | ----------------------------------------------- |
| Grupo A | Club Atlético Chicoana                    | Chicoana               | Salta      | Liga de Fútbol del Valle de Lerma               |
| Grupo A | Club de Gimnasia y Esgrima                | San Salvador de Jujuy  | Jujuy      | Liga Jujeña de Fútbol                           |
| Grupo A | Centro Juventud Antoniana                 | Salta                  | Salta      | Liga Salteña de Fútbol                          |
| Grupo A | Club Atlético Ñuñorco                     | Monteros               | Tucumán    | Liga Tucumana de Fútbol                         |
|         |                                           |                        |            |                                                 |
| Grupo B | Club Sportivo Bella Vista                 | Bella Vista            | Tucumán    | Liga Tucumana de Fútbol                         |
| Grupo B | Concepción Fútbol Club                    | Concepción de Tucumán  | Tucumán    | Liga Tucumana de Fútbol                         |
| Grupo B | Club Deportivo y Social Boulevard Norte   | Santa María            | Catamarca  | Liga Santamariana de Fútbol                     |
| Grupo B | Club Social, Cultural y Atlético Progreso | Rosario de la Frontera | Salta      | Liga de Fútbol de Rosario de la Frontera        |
|         |                                           |                        |            |                                                 |
| Grupo C | Club Defensores de Fraile Pintado         | Fraile Pintado         | Jujuy      | Liga Regional Jujeña de Fútbol                  |
| Grupo C | Club Atlético River Plate de Embarcación  | Embarcación            | Salta      | Liga Regional de Fútbol del Bermejo             |
| Grupo C | Club Social y Deportivo Vespucio          | Campamento Vespucio    | Salta      | Liga Departamental de Fútbol General San Martín |
|         |                                           |                        |            |                                                 |
| Grupo D | Club Atlético Central Norte               | Salta                  | Salta      | Liga Salteña de Fútbol                          |
| Grupo D | Club Atlético El Carmen                   | El Carmen              | Jujuy      | Liga Departamental del Fútbol de El Carmen      |
| Grupo D | Club Atlético Talleres                    | Perico                 | Jujuy      | Liga Jujeña de Fútbol                           |

### Centro Oeste
Los 12 equipos de la Región Centro Oeste, fueron divididos en 4 grupos de 3 equipos cada uno.
| Grupos  | Equipos                                           | Ciudades                            | Provincias          | Ligas                                        |
| ------- | ------------------------------------------------- | ----------------------------------- | ------------------- | -------------------------------------------- |
| Grupo A | Club Deportivo Argentino                          | Monte Maíz                          | Córdoba             | Liga Regional de Fútbol Adrián Beccar Varela |
| Grupo A | Club Social y Deportivo Colón                     | Colonia Caroya                      | Córdoba             | Liga Regional Colón                          |
| Grupo A | Club Atlético Platense                            | Añatuya                             | Santiago del Estero | Liga Añatuyense de Fútbol                    |
|         |                                                   |                                     |                     |                                              |
| Grupo B | Club Atlético San Martín                          | San Isidro                          | Catamarca           | Liga Chacarera de Fútbol                     |
| Grupo B | Club Sportivo Villa Cubas                         | San Fernando del Valle de Catamarca | Catamarca           | Liga Catamarqueña de Fútbol                  |
| Grupo B | Rioja Juniors Fútbol Club                         | La Rioja                            | La Rioja            | Liga Riojana de Fútbol                       |
|         |                                                   |                                     |                     |                                              |
| Grupo C | Central Córdoba                                   | Santiago del Estero                 | Santiago del Estero | Liga Santiagueña de Fútbol                   |
| Grupo C | Club Atlético Unión Santiago                      | Santiago del Estero                 | Santiago del Estero | Liga Santiagueña de Fútbol                   |
| Grupo C | Club Unión San Vicente                            | Córdoba de la Nueva Andalucía       | Córdoba             | Liga Cordobesa de Fútbol                     |
|         |                                                   |                                     |                     |                                              |
| Grupo D | Club Deportivo y Cultural Joaquín Víctor González | Nonogasta                           | La Rioja            | Liga Chileciteña de Fútbol                   |
| Grupo D | Club Social y Deportivo Progreso                  | Tinogasta                           | La Rioja            | Liga Tinogasteña de Fútbol                   |
| Grupo D | Club Tiro Federal de Belén                        | Belén                               | Catamarca           | Liga Belenista de Fútbol                     |

### Litoral
Los 32 equipos de la Región Litoral, fueron divididos en 8 grupos: 1 grupo de 3 equipos, 1 grupo de 5 equipos y 6 grupos de 4 equipos cada uno.
| Grupos  | Equipos                                         | Ciudades               | Provincias | Ligas                                        |
| ------- | ----------------------------------------------- | ---------------------- | ---------- | -------------------------------------------- |
| Grupo A | Club Social, Cultural y Deportivo 13 de Junio   | Pirané                 | Formosa    | Liga Piranense de Fútbol                     |
| Grupo A | Club Atlético Rolando de Hertelendy             | Clorinda               | Formosa    | Liga Clorindense de Fútbol                   |
| Grupo A | Club Sportivo Patria                            | Ciudad de Formosa      | Formosa    | Liga Formoseña de Fútbol                     |
|         |                                                 |                        |            |                                              |
| Grupo B | Club Atlético Alvear                            | Villa Ángela           | Chaco      | Asociación de Fútbol del Oeste Chaqueño      |
| Grupo B | Club Atlético Centro                            | Avia Terai             | Chaco      | Liga Saenzpeñense de Fútbol                  |
| Grupo B | Club Atlético Independiente Tirol               | Puerto Tirol           | Chaco      | Liga Chaqueña de Fútbol                      |
| Grupo B | Club Social y Deportivo Juventud Unida          | Charata                | Chaco      | Liga de Fútbol del Noroeste Chaqueño         |
|         |                                                 |                        |            |                                              |
| Grupo C | Club Atlético Alem                              | Leandro N. Alem        | Misiones   | Liga Obereña de Fútbol                       |
| Grupo C | Club Sportivo Eldorado                          | Eldorado               | Misiones   | Liga de Fútbol de Eldorado                   |
| Grupo C | Club Deportivo Guaraní Antonio Franco           | Posadas                | Misiones   | Liga Posadeña de Fútbol                      |
| Grupo C | Club Atlético Santurtún                         | Santo Tomé             | Corrientes | Liga Santotomeña de Fútbol                   |
|         |                                                 |                        | Corrientes |                                              |
| Grupo D | Club Atlético Boca Unidos                       | Corrientes             | Corrientes | Liga Correntina de Fútbol                    |
| Grupo D | Club Atlético Central Goya                      | Goya                   | Corrientes | Liga Goyana de Fútbol                        |
| Grupo D | Club Atlético Florida                           | Monte Caseros          | Corrientes | Liga Deportiva Casareña General San Martín   |
| Grupo D | Club Atlético Huracán                           | Curuzú Cuatiá          | Corrientes | Liga de Fútbol de General Belgrano           |
| Grupo D | Club Social y Deportivo Rivera                  | Paso de los Libres     | Corrientes | Liga Libreña de Fútbol                       |
|         |                                                 |                        |            |                                              |
| Grupo E | Club Social y Deportivo Federación              | Federación             | Entre Ríos | Liga Federaense de Fútbol                    |
| Grupo E | Club de Gimnasia y Esgrima                      | Concepción del Uruguay | Entre Ríos | Liga de Fútbol de Concepción del Uruguay     |
| Grupo E | Club Social y Deportivo San José                | San José               | Entre Ríos | Liga Departamental de Fútbol de Colón        |
| Grupo E | Club Atlético Wanderer's                        | Concordia              | Entre Ríos | Liga Concordiense de Fútbol                  |
|         |                                                 |                        | Entre Ríos |                                              |
| Grupo F | Club Deportivo Juventud Unida                   | Gualeguaychú           | Entre Ríos | Liga Departamental de Fútbol de Gualeguaychú |
| Grupo F | Club Atlético Patronato de la Juventud Católica | Paraná                 | Entre Ríos | Liga Paranaense de Fútbol                    |
| Grupo F | Club Atlético Urquiza                           | Gualeguay              | Entre Ríos | Liga Departamental de Fútbol de Gualeguay    |
| Grupo F | Viale Foot-Ball Club                            | Viale                  | Entre Ríos | Liga de Fútbol de Paraná Campaña             |
|         |                                                 |                        |            |                                              |
| Grupo G | Club Atlético 9 de Julio                        | Rafaela                | Santa Fe   | Liga Rafaelina de Fútbol                     |
| Grupo G | Calchaquí Fútbol Club                           | Calchaquí              | Santa Fe   | Liga Verense de Fútbol                       |
| Grupo G | Club Atlético Ceres Unión SCyD                  | Ceres                  | Santa Fe   | Liga Regional Ceresina de Fútbol             |
| Grupo G | Club Atlético Ocampo Fábrica                    | Villa Ocampo           | Santa Fe   | Liga Ocampense de Fútbol                     |
|         |                                                 |                        | Santa Fe   |                                              |
| Grupo H | Arroyo Seco Athletic Club                       | Arroyo Seco            | Santa Fe   | Liga de Fútbol Regional del Sud              |
| Grupo H | Asociación Deportiva Juan XXIII                 | Rosario                | Santa Fe   | Asociación Rosarina de Fútbol                |
| Grupo H | Sportivo del Norte Foot-Ball Club               | Esperanza              | Santa Fe   | Liga Esperancina de Fútbol                   |
| Grupo H | Club Atlético Susanense                         | María Susana           | Santa Fe   | Liga Departamental de Fútbol San Martín      |

### Equipos de la Primera B
Además de los mencionados equipos de las ligas del interior, finalizados los torneos de la Primera B y definidos los clasificados de cada región del Torneo del Interior, se anexaban a los Torneos Zonales de Ascenso, los equipos ranqueados del 2.º al 5.º puesto del Campeonato de Primera B 1992-93. De esta forma, el campeón de la Primera B (que ascendió directo a la B Nacional) y los 4 equipos provenientes del mencionado torneo fueron los siguientes:
| Pos | Equipo             | Pts | PJ | PG | PE | PP | GF | GC | Dif |
| --- | ------------------ | --- | -- | -- | -- | -- | -- | -- | --- |
| 1º  | All Boys           | 49  | 34 | 19 | 11 | 4  | 49 | 24 | 25  |
| 2º  | Sarmiento de Junín | 47  | 34 | 20 | 7  | 7  | 67 | 32 | 35  |
| 3º  | Chacarita Juniors  | 47  | 34 | 18 | 11 | 5  | 56 | 24 | 32  |
| 4º  | Dock Sud           | 40  | 34 | 15 | 10 | 9  | 52 | 36 | 16  |
| 5º  | San Miguel         | 40  | 34 | 16 | 8  | 10 | 46 | 34 | 12  |

|  | Se consagró campeón y ascendió a la Primera B Nacional de forma directa. |
|  | Clasificado al Zonal Sudeste.                                            |
|  | Clasificado al Zonal Noroeste.                                           |

## Sistema de disputa
Cada región estableció su propio sistema de disputa, pudiendo variar entre el sistema de división por grupos todos contra todos, llaves de eliminación directa o bien, una combinación de ambos. Los equipos eran agrupados dependiendo de su posición geográfica, dentro de la región para la cual jugaban. Cada región consagró dos ganadores, los cuales clasificaban a los Torneos Zonales, para disputar contra 4 equipos de la Primera B Metropolitana, dos ascensos a la Primera B Nacional.

### Desempates
En caso de existencia de empates en alguna de las instancias clasificatorias, cada región estableció diferentes modalidades de desempates:

#### Regiones divididas por grupos
En el caso de estas regiones, se llegaron a emplear las siguientes modalidades
- Diferencia de gol: En caso de igualdad de puntos entre dos equipos que pugnan por un cupo de clasificación, habiendo sido el restante ya adjudicado.
- Gol de visitante: De persistir la igualdad de puntos y de tener ambos equipos la misma diferencia de goles, se buscan los resultados de los partidos disputados entre sí. De existir empate global en el marcador, se contabiliza quien realizó más goles en calidad de visitante.
- Desempeño deportivo: De persistir la igualdad de puntos, y existir igualdad en diferencia de goles y cantidad de goles de visitantes, se revisa el desempeño deportivo de cada equipo, tomándose como parámetro la cantidad de partidos ganados por cada uno. El que haya ganado más partidos, obtiene la clasificación.
- Sistema olímpico: De persistir una igualdad total entre ambos equipos (Puntos, diferencia de gol, goles de visitante, etc.), se confecciona una tabla comparativa de los resultados obtenidos en los dos partidos disputados entre sí. El que de los dos posea mejor estadística en alguno de los parámetros antes citados, obtiene la clasificación.
- Cara o cruz: En caso de persistir una igualdad total entre dos equipos al finalizar los partidos correspondientes a cada grupo y de fallar también la definición por el sistema olímpico, se realizaba una convocatoria a un representante de cada club en un terreno neutral, para efectuar este sorteo ante una autoridad competente del Torneo.

#### Regiones disputadas por llaves eliminatorias
En el caso de estas regiones, se emplearon los siguientes sistemas
- Tiempo suplementario: En el caso de que en un partido de vuelta, el marcador global decrete empate, se juega una prórroga de 30 minutos (divididos en dos tiempos de 15 cada uno) hasta establecer un ganador.
- Tiros desde el punto penal: De persistir la igualdad al cabo de los 90 minutos del partido de vuelta y en los 30 minutos de prórroga, se procede a la tanda de disparos desde el punto penal, hasta establecer un ganador.
- Cara o cruz: En caso de darse un empate global en todas las estadísticas y de precisarse una eliminación instantánea sin prórrogas, se realizaba esta última definición, reuniendo el árbitro a los capitanes de ambos equipos en el punto de saque, al finalizar el partido de vuelta.

## Región Bonaerense

### Clasificados al Torneo Zonal
| #   | Equipos                     |
| --- | --------------------------- |
| 1.º | Club Mercedes               |
| 2.º | Argentino Oeste Fútbol Club |

## Región Cuyo

### Clasificados al Torneo Zonal
| #   | Equipos                    |
| --- | -------------------------- |
| 1.º | Club Atlético San Martín   |
| 2.º | Club Sportivo Desamparados |

## Región Sur

### Clasificados al Torneo Zonal
| #   | Equipos                 |
| --- | ----------------------- |
| 1.º | Club Atlético Germinal  |
| 2.º | Club Ferro Carril Oeste |

## Región Norte

### Clasificados al Torneo Zonal
| #   | Equipos                    |
| --- | -------------------------- |
| 1.º | Club de Gimnasia y Esgrima |
| 2.º | Concepción Fútbol Club     |

## Región Centro Oeste

### Clasificados al Torneo Zonal
| #   | Equipos                      |
| --- | ---------------------------- |
| 1.º | Club Atlético Unión Santiago |
| 2.º | Club Atlético San Martín     |

## Región Litoral

### Clasificados al Torneo Zonal
| #   | Equipos                               |
| --- | ------------------------------------- |
| 1.º | Club Deportivo Guaraní Antonio Franco |
| 2.º | Club Atlético Wanderer's              |

## Torneo Zonal

### Zonal Noroeste
|  | Cuartos de final                               | Cuartos de final  | Cuartos de final                     | Cuartos de final |   |                                         | Semifinales       | Semifinales | Semifinales | Semifinales |  |                                         | Final             | Final | Final | Final |  |
|  |                                                |                   |                                      |                  |   |                                         |                   |             |             |             |  |                                         |                   |       |       |       |  |
|  |                                                |                   |                                      |                  |   |                                         |                   |             |             |             |  |                                         |                   |       |       |       |  |
|  | Bandera de la Provincia de Tucumán             | Concepción FC     | 1                                    | 1                |   |                                         |                   |             |             |             |  |                                         |                   |       |       |       |  |
|  | Bandera de la Provincia de Tucumán             | Concepción FC     | 1                                    | 1                |   |                                         |                   |             |             |             |  |                                         |                   |       |       |       |  |
|  | Bandera de la Provincia de Buenos Aires        | Chacarita Juniors | 0                                    | 3                |   |                                         |                   |             |             |             |  |                                         |                   |       |       |       |  |
|  | Bandera de la Provincia de Buenos Aires        | Chacarita Juniors | 0                                    | 3                |   | Bandera de la Provincia de Buenos Aires | Chacarita Juniors | 3           | 0           |             |  |                                         |                   |       |       |       |  |
|  |                                                |                   |                                      |                  |   | Bandera de la Provincia de Buenos Aires | Chacarita Juniors | 3           | 0           |             |  |                                         |                   |       |       |       |  |
|  |                                                |                   | Bandera de la Provincia de Catamarca | San Martín (EB)  | 1 | 0                                       |                   |             |             |             |  |                                         |                   |       |       |       |  |
|  | Bandera de la Provincia de Catamarca           | San Martín (EB)   | Bandera de la Provincia de Catamarca | San Martín (EB)  | 1 | 0                                       | 3                 | 4           |             |             |  |                                         |                   |       |       |       |  |
|  | Bandera de la Provincia de Catamarca           | San Martín (EB)   |                                      |                  |   |                                         |                   |             |             |             |  |                                         |                   |       |       |       |  |
|  | Bandera de la Provincia de Entre Ríos          | Wanderer's        | 0                                    | 2                |   |                                         |                   |             |             |             |  |                                         |                   |       |       |       |  |
|  | Bandera de la Provincia de Entre Ríos          | Wanderer's        | 0                                    | 2                |   |                                         |                   |             |             |             |  | Bandera de la Provincia de Buenos Aires | Chacarita Juniors | 1     | 1     |       |  |
|  |                                                |                   |                                      |                  |   |                                         |                   |             |             |             |  | Bandera de la Provincia de Buenos Aires | Chacarita Juniors | 1     | 1     |       |  |
|  |                                                |                   | Bandera de la Provincia de Jujuy     | Gimnasia (J)     | 0 | 3                                       |                   |             |             |             |  |                                         |                   |       |       |       |  |
|  | Bandera de la Provincia de Buenos Aires        | Dock Sud          | Bandera de la Provincia de Jujuy     | Gimnasia (J)     | 0 | 3                                       | 1                 | 0           |             |             |  |                                         |                   |       |       |       |  |
|  | Bandera de la Provincia de Buenos Aires        | Dock Sud          |                                      |                  |   |                                         |                   |             |             |             |  |                                         |                   |       |       |       |  |
|  | Bandera de la Provincia de Jujuy               | Gimnasia (J)      | 2                                    | 2                |   |                                         |                   |             |             |             |  |                                         |                   |       |       |       |  |
|  | Bandera de la Provincia de Jujuy               | Gimnasia (J)      | 2                                    | 2                |   | Bandera de la Provincia de Jujuy        | Gimnasia (J)      | 2           | 2           |             |  |                                         |                   |       |       |       |  |
|  |                                                |                   |                                      |                  |   | Bandera de la Provincia de Jujuy        | Gimnasia (J)      | 2           | 2           |             |  |                                         |                   |       |       |       |  |
|  |                                                |                   | Bandera de la Provincia de Misiones  | Guaraní A. F.    | 1 | 1                                       |                   |             |             |             |  |                                         |                   |       |       |       |  |
|  | Bandera de la Provincia de Misiones            | Guaraní A. F.     | Bandera de la Provincia de Misiones  | Guaraní A. F.    | 1 | 1                                       | 4                 | 2           |             |             |  |                                         |                   |       |       |       |  |
|  | Bandera de la Provincia de Misiones            | Guaraní A. F.     |                                      |                  |   |                                         |                   |             |             |             |  |                                         |                   |       |       |       |  |
|  | Bandera de la Provincia de Santiago del Estero | Unión Santiago    | 0                                    | 0                |   |                                         |                   |             |             |             |  |                                         |                   |       |       |       |  |
|  | Bandera de la Provincia de Santiago del Estero | Unión Santiago    | 0                                    | 0                |   |                                         |                   |             |             |             |  |                                         |                   |       |       |       |  |
|  |                                                |                   |                                      |                  |   |                                         |                   |             |             |             |  |                                         |                   |       |       |       |  |

### Zonal Sudeste
|  | Cuartos de final                        | Cuartos de final | Cuartos de final                        | Cuartos de final |   |                                         | Semifinales   | Semifinales | Semifinales | Semifinales |  |                                         | Final         | Final | Final | Final |  |
|  |                                         |                  |                                         |                  |   |                                         |               |             |             |             |  |                                         |               |       |       |       |  |
|  |                                         |                  |                                         |                  |   |                                         |               |             |             |             |  |                                         |               |       |       |       |  |
|  | Bandera de la Provincia de Buenos Aires | Sarmiento (J)    | 1                                       | 0                |   |                                         |               |             |             |             |  |                                         |               |       |       |       |  |
|  | Bandera de la Provincia de Buenos Aires | Sarmiento (J)    | 1                                       | 0                |   |                                         |               |             |             |             |  |                                         |               |       |       |       |  |
|  | Bandera de la Provincia de San Juan     | Desamparados     | 0                                       | 0                |   |                                         |               |             |             |             |  |                                         |               |       |       |       |  |
|  | Bandera de la Provincia de San Juan     | Desamparados     | 0                                       | 0                |   | Bandera de la Provincia de Buenos Aires | Sarmiento (J) | 2           | 2           |             |  |                                         |               |       |       |       |  |
|  |                                         |                  |                                         |                  |   | Bandera de la Provincia de Buenos Aires | Sarmiento (J) | 2           | 2           |             |  |                                         |               |       |       |       |  |
|  |                                         |                  | Bandera de la Provincia de Buenos Aires | Argentino Oeste  | 0 | 1                                       |               |             |             |             |  |                                         |               |       |       |       |  |
|  | Bandera de la Provincia de La Pampa     | Ferro (GP)       | Bandera de la Provincia de Buenos Aires | Argentino Oeste  | 0 | 1                                       | 1             | 1           |             |             |  |                                         |               |       |       |       |  |
|  | Bandera de la Provincia de La Pampa     | Ferro (GP)       |                                         |                  |   |                                         |               |             |             |             |  |                                         |               |       |       |       |  |
|  | Bandera de la Provincia de Buenos Aires | Argentino Oeste  | 5                                       | 3                |   |                                         |               |             |             |             |  |                                         |               |       |       |       |  |
|  | Bandera de la Provincia de Buenos Aires | Argentino Oeste  | 5                                       | 3                |   |                                         |               |             |             |             |  | Bandera de la Provincia de Buenos Aires | Sarmiento (J) | 5     | 1     |       |  |
|  |                                         |                  |                                         |                  |   |                                         |               |             |             |             |  | Bandera de la Provincia de Buenos Aires | Sarmiento (J) | 5     | 1     |       |  |
|  |                                         |                  | Bandera de la Provincia de Buenos Aires | San Miguel       | 0 | 1                                       |               |             |             |             |  |                                         |               |       |       |       |  |
|  | Bandera de la Provincia de Buenos Aires | Mercedes         | Bandera de la Provincia de Buenos Aires | San Miguel       | 0 | 1                                       | 1             | 0           |             |             |  |                                         |               |       |       |       |  |
|  | Bandera de la Provincia de Buenos Aires | Mercedes         |                                         |                  |   |                                         |               |             |             |             |  |                                         |               |       |       |       |  |
|  | Bandera de la Provincia del Chubut      | Germinal         | 3                                       | 5                |   |                                         |               |             |             |             |  |                                         |               |       |       |       |  |
|  | Bandera de la Provincia del Chubut      | Germinal         | 3                                       | 5                |   | Bandera de la Provincia del Chubut      | Germinal      | 2           | 0           |             |  |                                         |               |       |       |       |  |
|  |                                         |                  |                                         |                  |   | Bandera de la Provincia del Chubut      | Germinal      | 2           | 0           |             |  |                                         |               |       |       |       |  |
|  |                                         |                  | Bandera de la Provincia de Buenos Aires | San Miguel       | 1 | 3                                       |               |             |             |             |  |                                         |               |       |       |       |  |
|  | Bandera de la Provincia de San Juan     | San Martín (SJ)  | Bandera de la Provincia de Buenos Aires | San Miguel       | 1 | 3                                       | 1             | 0           |             |             |  |                                         |               |       |       |       |  |
|  | Bandera de la Provincia de San Juan     | San Martín (SJ)  |                                         |                  |   |                                         |               |             |             |             |  |                                         |               |       |       |       |  |
|  | Bandera de la Provincia de Buenos Aires | San Miguel       | 1                                       | 1                |   |                                         |               |             |             |             |  |                                         |               |       |       |       |  |
|  | Bandera de la Provincia de Buenos Aires | San Miguel       | 1                                       | 1                |   |                                         |               |             |             |             |  |                                         |               |       |       |       |  |
|  |                                         |                  |                                         |                  |   |                                         |               |             |             |             |  |                                         |               |       |       |       |  |

Nota: Los equipos que figuran en la parte superior de cada llave, oficiaron de locales en los partidos de ida.

### Ascendidos a la Primera B Nacional

Club de Gimnasia y Esgrima (J) (Torneo del Interior)
Club Atlético Sarmiento (J) (Primera B)